# Semnornis ramphastinus
Il barbuto tucanetto (Semnornis ramphastinus (Jardine, 1855)) è un uccello  della famiglia Semnornithidae.